# Ceratosolen medlerianus
Ceratosolen medlerianus is een vliesvleugelig insect uit de familie vijgenwespen (Agaonidae). De wetenschappelijke naam is voor het eerst geldig gepubliceerd in 1980 door Wiebes.